# Holopogon flavotibialis
Holopogon flavotibialis är en tvåvingeart som beskrevs av Gabriel Strobl 1909. Holopogon flavotibialis ingår i släktet Holopogon och familjen rovflugor.
Artens utbredningsområde är Spanien. Inga underarter finns listade i Catalogue of Life.